# کوروزلوکی
کوروزلوکی (به چکی: Korozluky) یک منطقهٔ مسکونی در جمهوری چک است که در ناحیه موست واقع شده‌است. کوروزلوکی ۶٫۳۸ کیلومتر مربع مساحت و ۱۵۸ نفر جمعیت دارد و ۲۳۵ متر بالاتر از سطح دریا واقع شده‌است.